# Vyšná Magura
Vyšná Magura (polsky Wyżnia Magura, 2095 m n. m.) je hora v Západních Tatrách na Slovensku. Nachází se v jižní rozsoše Hrubého vrchu (2137 m) zvané Otrhance mezi vrcholy Jakubina (2194 m), který je oddělen Jakubinským sedlem (2069 m), a Ostredokem (2050 m), který je oddělen Rysím sedlem (2030 m). Západní svahy spadají do Jamnícké doliny, východní do Račkové doliny. Hora je budována převážně žulami.

## Přístup
- po zelené  značce z vrcholu Hrubý vrch nebo z Úzké doliny

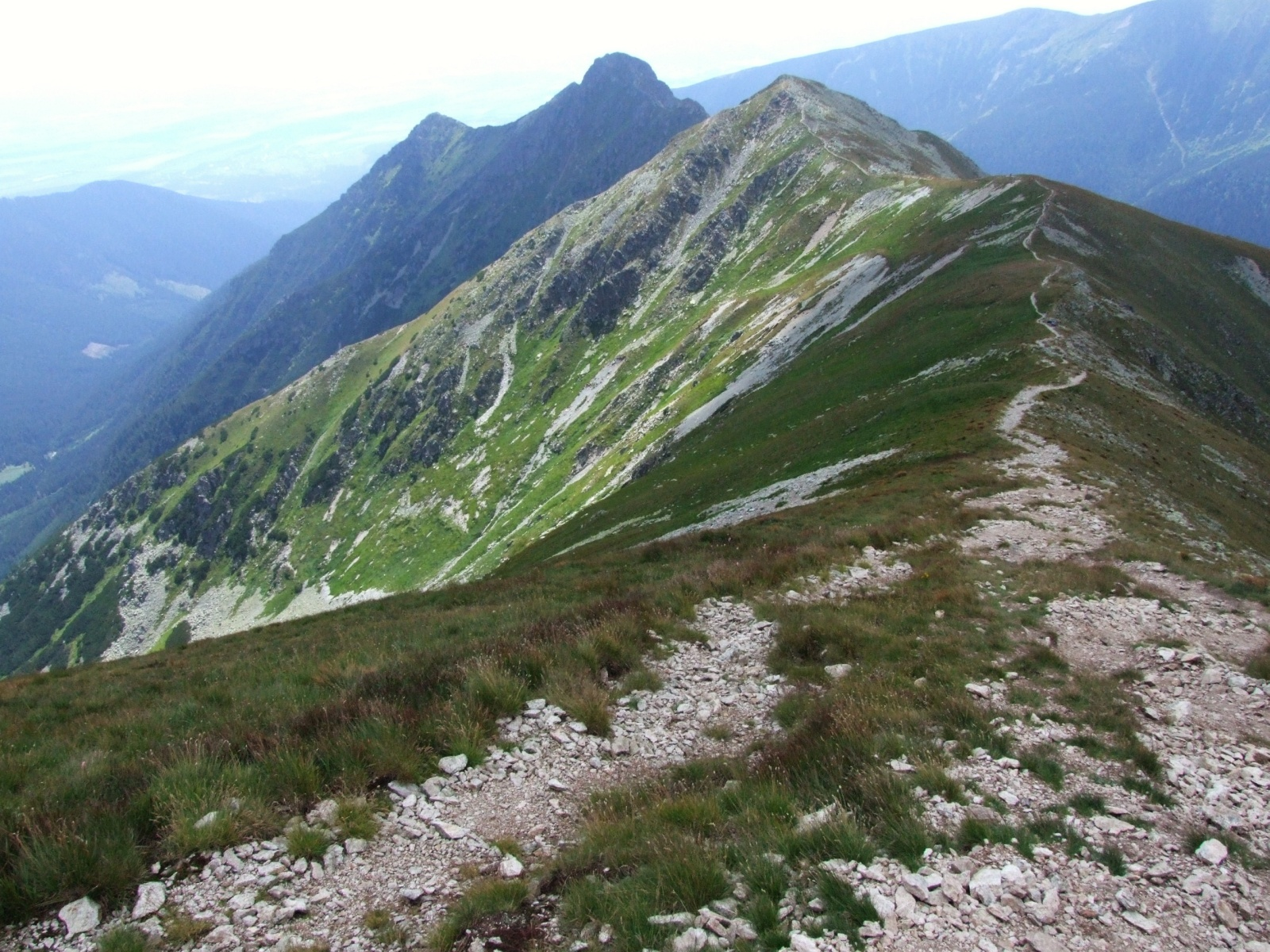
Vyšná Magura a Ostredok